# Jan Kanty Fontana
Jan Kanty Fontana herbu Fontana

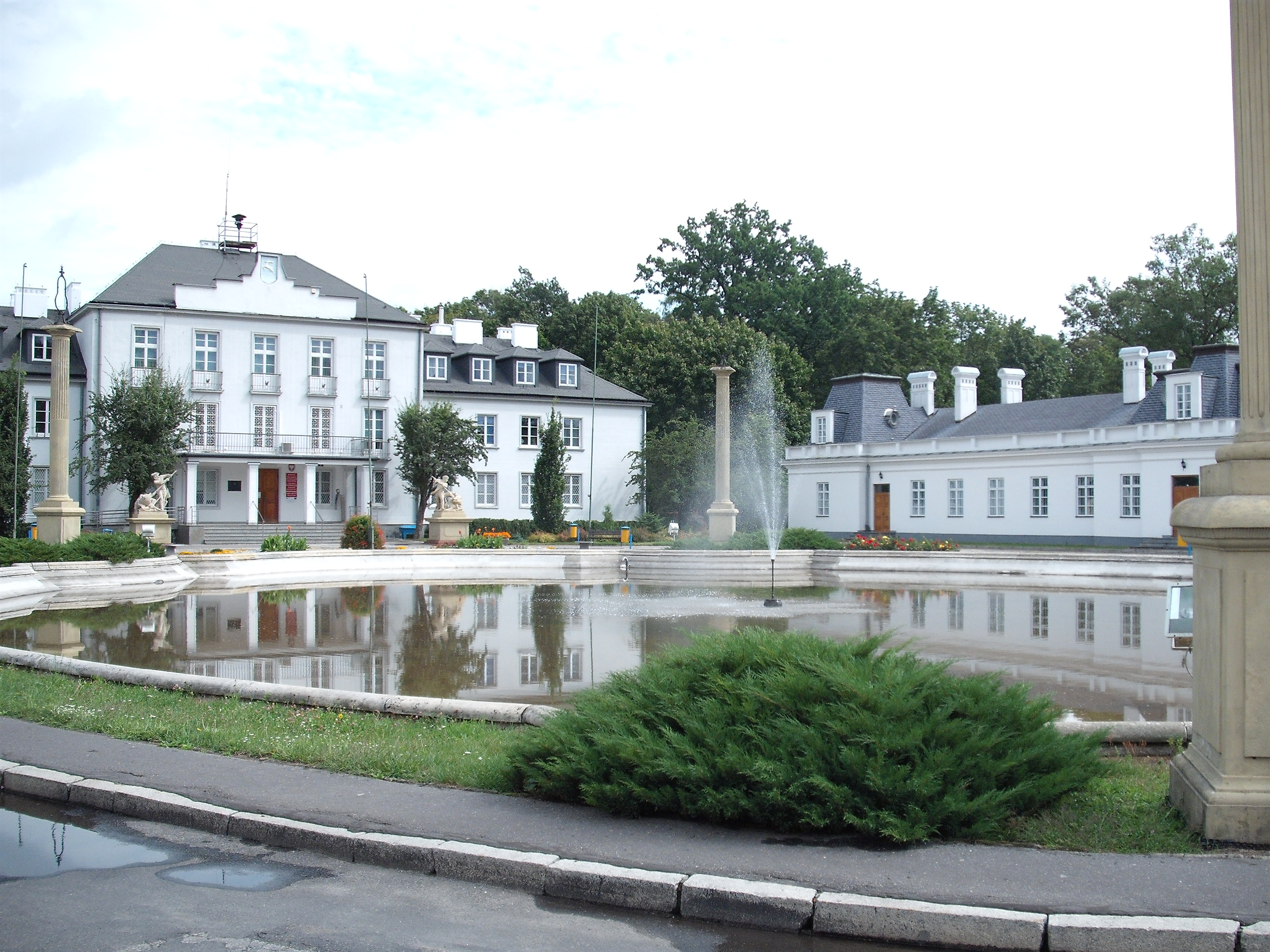
Zespół parkowo-pałacowy w Kozienicach

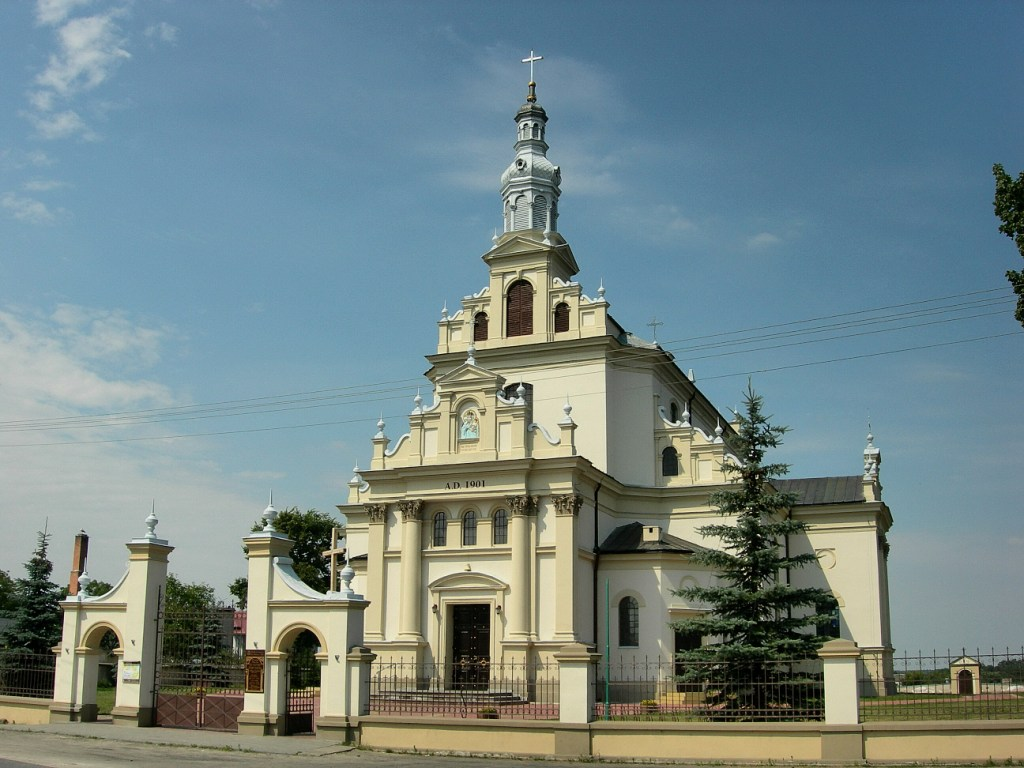
Kościół w Jedlni

(ur. 1731, zm. 1800) – kapitan wojsk Koronnych w latach 1771–1773, burgrabia zamku warszawskiego od 1773 r., administrator ekonomii kozienickiej z lat 1783–1793, architekt oraz geometra.

## Życiorys
Syn Józefa Fontany i młodszy brat Jakuba Fontany. 9 września 1769 nobilitowany przez króla Stanisława Augusta Poniatowskiego otrzymał własny herb Fontana. Żonaty z Anną de Sergeant, wraz z którą w 1771 r. nabył dworek na Nowym Świecie; przedmieściu Warszawy, od Kurzańskiego, a w 1784 r. dobra Brzeście, w ziemi czerskiej, od Wyrwicza.
Wraz z żoną doczekał się czwórki dzieci:
- Aleksandra, kapitana wojsk Koronnych, od 1791 r. właściciela dóbr Brzeście, żonatego z Apolonią ze Świerskich, córką Karola Świerskiego.
- Andrzeja, burgrabiego zamku Warszawskiego od 1793 r.
- Jana, kapitana wojsk Koronnych, żonatego z Józefą z Kobylańskich, córką Jana Kobylańskiego.
- Anny, żony dr. medycyny Jakuba Andrychiewicza h. Andrychowicz.

## Dzieła
- park przy pałacu w Kozienicach – projekt i realizacja (1786-1791)[4]
- nowe rozplanowanie miasta Kozienice po pożarze[5][6]
- projekt kościoła parafialnego pw. Św. Mikołaja i Małgorzaty w Jedlni Kościelnej (po 1790)[4]
- dworek w Brześcach (1784-1791)[7][8]
- projekt nowego ołtarza dla kościoła Mariackiego w Krakowie (niezrealizowany)[9]